# 斯黛伯噴泉

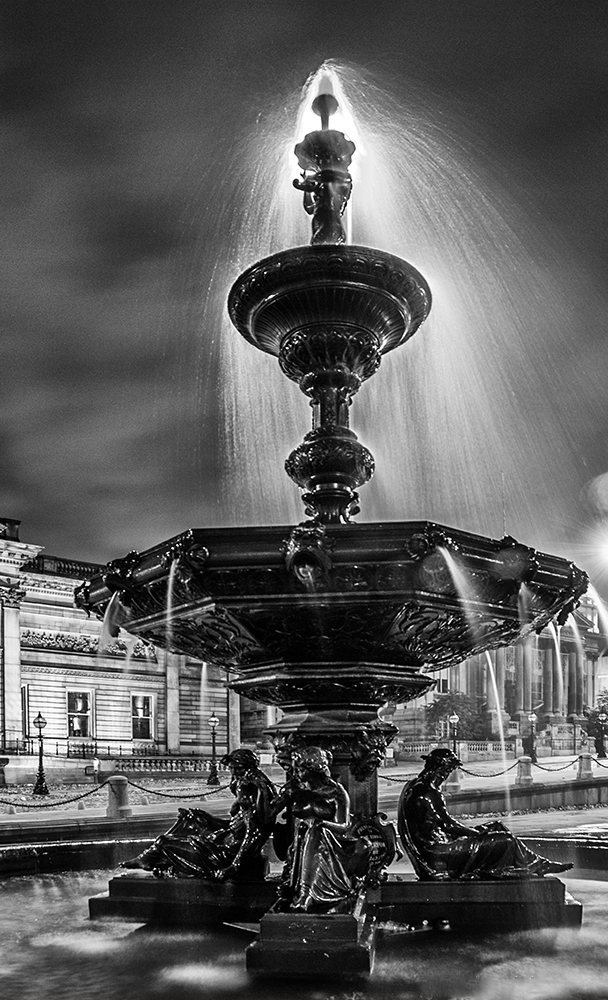
斯黛伯喷泉

斯黛伯噴泉（英語：Steble Fountain）是英國英格蘭城市利物浦的一座噴泉，位於威廉·布朗大街，威靈頓紀念柱西側。現在斯黛伯溫泉是英國的二級登錄建築。斯黛伯噴泉由利物浦的前市長斯黛伯捐贈修建。